# Waterloo (Oregon)
Waterloo az Amerikai Egyesült Államok északnyugati részén, Oregon állam Linn megyéjében helyezkedik el. A 2010. évi népszámláláskor 229 lakosa volt. A város területe 0,31 km², melynek 100%-a szárazföld.
A település neve a waterlooi csatára utal: a 19. században az akkori Kees Millt a Déli-Santiam-folyó mentén folytatott telekvitát lezáró bírósági döntés után Waterlooként kezdték említeni.
A szövetségi kormány által létesített postahivatal 1875. január 5-től 1974-ig működött; az első postamester S. D. Granger volt.
A város éghajlata a Köppen-skála szerint meleg nyári mediterrán (Csb-vel jelölve).

## Népesség

### 2010
A 2010-es népszámláláskor a városnak 229 lakója, 79 háztartása és 62 családja volt. A népsűrűség 738,7 fő/km2. A lakóegységek száma 87, sűrűségük 280,7 db/km2. A lakosok 96,5%-a fehér,  1,3%-a indián,   0,4%-a egyéb, 1,7%-a pedig kettő vagy több etnikumú. A spanyol vagy latino származásúak aránya 5,7% (3,1% mexikói,   2,6% egyéb spanyol vagy latino származású.)
A háztartások 29,1%-ában élt 18 évnél fiatalabb. 62% házas, 11,4% egyedülálló nő, 5,1% egyedülálló férfi, 21,5% pedig nem család. 17,7% egyedül élt; 3,8%-uk 65 éves vagy idősebb. Egy háztartásban átlagosan 2,9 személy élt; a családok átlagmérete 3,27 fő.
A medián életkor 42,3 év volt. A város lakóinak 22,7%-a 18 évesnél fiatalabb, 7% 18 és 24 év közötti, 25,3%-uk 25 és 44 év közötti, 31,5%-uk 45 és 64 év közötti, 13,5%-uk pedig 65 éves vagy idősebb. A lakosok 52,8%-a férfi, 47,2%-a pedig nő.

### 2000
A 2000-es népszámláláskor  a városnak 239 lakója, 83 háztartása és 60 családja volt. A népsűrűség 771 fő/km2. A lakóegységek száma 91, sűrűségük 293,5 db/km2. A lakosok 97,49%-a fehér, 0,42%-a afroamerikai, 1,26%-a indián, 0,42%-a ázsiai,  0,42%-a egyéb-, . A spanyol vagy latino származásúak aránya 2,09% (1,7% mexikói,   0,4% pedig egyéb spanyol/latino származású.)
A háztartások 27,7%-ában élt 18 évnél fiatalabb. 59% házas, 8,4% egyedülálló nő; 27,7% pedig nem család. 20,5% egyedül élt; 9,6%-uk 65 éves vagy idősebb. Egy háztartásban átlagosan 2,88 személy élt; a családok átlagmérete 3,33 fő.
A város lakóinak 29,3%-a 18 évesnél fiatalabb, 7,5% 18 és 24 év közötti, 25,5%-uk 25 és 44 év közötti, 24,7%-uk 45 és 64 év közötti, 13%-uk pedig 65 éves vagy idősebb. A medián életkor 34 év volt. Minden 100 nőre 104,3 férfi jut; a 18 évnél idősebb nőknél ez az arány 103,6.
A háztartások medián bevétele 34 688 amerikai dollár, ez az érték családoknál $39 583. A férfiak medián keresete $32 250, míg a nőké $25 000. A város egy főre jutó bevétele (PCI) $13 931. A családok 10,9%-a, a teljes népesség 11,7%-a élt létminimum alatt; a 18 év alattiaknál ez a szám 8,8%, a 65 évnél idősebbeknél pedig 13,8%.

## Fordítás
Ez a szócikk részben vagy egészben  a   Waterloo, Oregon című angol Wikipédia-szócikk ezen változatának fordításán alapul.  Az eredeti cikk szerkesztőit annak laptörténete sorolja fel. Ez a jelzés csupán a megfogalmazás eredetét és a szerzői jogokat jelzi, nem szolgál a cikkben szereplő információk forrásmegjelöléseként.